# Diana Rowden
Diana Rowden (1915-1944) est un agent secret britannique du Special Operations Executive (SOE), section F (française), pendant la Seconde Guerre mondiale. À l'été 1943, elle effectue une mission unique en France, en tant que courrier du réseau Acrobat de John Starr « Bob » puis du réseau Stockbroker de Harry Rée « César », avec pour nom de guerre « Paulette ». Après cinq mois d'action dans le Jura, elle est trahie, arrêtée par les Allemands, déportée et exécutée.

## Identités
- État civil : Diana Hope Rowden
- Comme agent du SOE :
  - Nom de guerre (field name) : « Paulette »
  - Nom de code opérationnel : Chaplain (en français Aumonier)
  - Couverture : Juliette Thérèse Rondeau

Parcours militaire :
- Women's Auxiliary Air Force (WAAF)
- Special Operations Executive (SOE), section F, grade : Section Officer ; matricule : 4193.

Pour accéder à des photographies de Diana Rowden, se reporter au paragraphe Sources et liens externes, en fin d'article.

## Famille
D'origine écossaise, la famille est composée comme suit :

|  |  |       |       |       |       | Major Alfred Rowden | Major Alfred Rowden | Major Alfred Rowden | Major Alfred Rowden | Major Alfred Rowden | Major Alfred Rowden |         |         | Christian née Maitland-Makgill-Chrichton | Christian née Maitland-Makgill-Chrichton | Christian née Maitland-Makgill-Chrichton | Christian née Maitland-Makgill-Chrichton | Christian née Maitland-Makgill-Chrichton | Christian née Maitland-Makgill-Chrichton |     |     |     |     |  |  |  |  |  |  |  |  |  |  |  |  |  |  |
|  |  |       |       |       |       | Major Alfred Rowden | Major Alfred Rowden | Major Alfred Rowden | Major Alfred Rowden | Major Alfred Rowden | Major Alfred Rowden |         |         | Christian née Maitland-Makgill-Chrichton | Christian née Maitland-Makgill-Chrichton | Christian née Maitland-Makgill-Chrichton | Christian née Maitland-Makgill-Chrichton | Christian née Maitland-Makgill-Chrichton | Christian née Maitland-Makgill-Chrichton |     |     |     |     |  |  |  |  |  |  |  |  |  |  |  |  |  |  |
|  |  |       |       |       |       |                     |                     |                     |                     |                     |                     |         |         |                                          |                                          |                                          |                                          |                                          |                                          |     |     |     |     |  |  |  |  |  |  |  |  |  |  |  |  |  |  |
|  |  |       |       |       |       |                     |                     |                     |                     |                     |                     |         |         |                                          |                                          |                                          |                                          |                                          |                                          |     |     |     |     |  |  |  |  |  |  |  |  |  |  |  |  |  |  |
|  |  |       |       |       |       |                     |                     |                     |                     |                     |                     |         |         |                                          |                                          |                                          |                                          |                                          |                                          |     |     |     |     |  |  |  |  |  |  |  |  |  |  |  |  |  |  |
|  |  | Diana | Diana | Diana | Diana | Diana               | Diana               |                     |                     | Maurice             | Maurice             | Maurice | Maurice | Maurice                                  | Maurice                                  |                                          |                                          | Kit                                      | Kit                                      | Kit | Kit | Kit | Kit |  |  |  |  |  |  |  |  |  |  |  |  |  |  |

## Biographie

### Jeunesse
Diana Rowden nait le 31 janvier 1915 à Londres.
Peu après la naissance de ses frères, les parents se séparent.
Dans les années 1920, la famille (la mère et les trois enfants) vient s'installer sur la Côte d'Azur et mène une vie insouciante. Les enfants ont une scolarité irrégulière.
La famille rentre en Angleterre et s'installe à Hadlow Down, près de Mayfield, Sussex de l'Est. Diana y poursuit sa scolarité à l'internat de la "Manor House School" à Limpsfield, Surrey.
En 1933, à la fin de sa scolarité, elle retourne avec sa mère en France, dont le soleil lui manque. Elle s’inscrit à la Sorbonne et y étudie le français, l'italien et l'espagnol.
Elle trouve un emploi de journaliste à Paris.

### Début de la guerre
Quand la Seconde Guerre mondiale éclate, elle renonce à sa carrière de journaliste et s'inscrit comme bénévole à la Croix-Rouge française.
Au printemps 1940, elle est affectée au Corps anglo-américain des ambulances.

En juin, à Dunkerque, elle ne trouve pas de place sur les bateaux pour rentrer en Angleterre. Elle se cache chez des amis et restera ainsi en France pendant un an.
Pendant l’été 1941, grâce à l'aide d'une organisation pour réfugiés, elle rentre en Angleterre, via l’Espagne et le Portugal. Elle cherche, en vain, un poste de journaliste.
Le 5 septembre, elle rejoint la WAAF, travaillant au Department of the Chief of Air Staff comme Assistant Section Officer pour des missions de renseignements.
En juillet 1942, elle est en poste à Moreton-in-Marsh, où elle est promue Section Officer.

Elle est remarquée par le  Special Operations Executive : Harry Sporborg, un membre senior de l’équipe dirigeante du SOE, voit son dossier et demande qu’elle devienne sa secrétaire.

### La Résistance
En mars 1943, elle rencontre le Squadron Leader William Simpson, qui travaille à temps partiel pour le SOE, et avec lequel elle s’entretient de son désir de retourner en France et de prendre part à la résistance. Elle reçoit une invitation à un entretien avec un officier SOE de la section F. Le 18, elle est embauchée et commence son entraînement.
Le 9 juin, elle reçoit son ordre de mission.
Mission en France
Définition de la mission : elle sera courrier du réseau Acrobat, dirigé par John Starr « Bob ». Zone : le Jura. Nom de guerre : « Paulette ».
Les 16/17 juin, elle est amenée en France à l'occasion d'un doublé de Westland Lysander organisé de nuit entre Tangmere et le terrain Teacher près de Villevêque. C'est Henri Déricourt qui a organisé le vol et qui assure la réception des agents. 
Elle poursuit son chemin vers Saint-Amour, où elle loue une chambre à hôtel du Commerce, pourvu d'une ouverture sur le toit, utile en cas de danger. Comme courrier, elle sert de relais entre les différents groupes du maquis répartis sur presque toutes les montagnes du Jura. Elle les informe des livraisons d'armes et les aide à trouver des endroits propices aux parachutages de containers d'armes et de munitions. Quand les distances ne sont pas trop grandes, elle prend sa bicyclette, qui est le moyen de locomotion le plus discret. Elle pédale parfois pendant de très longues heures, et ne prend le train que pour les distances supérieures à cent kilomètres.
Le 16 juillet, un mois après l’arrivée de Diana Rowden, le chef du réseau, John Starr « Bob » est arrêté. Rowden et l’opérateur radio John Young « Gabriel » quittent Saint-Amour et trouvent refuge chez les Janier-Dubry, une famille de résistants français, à Clairvaux-les-Lacs, près de Lons-le-Saunier.
En novembre, elle aide l’agent Harry Rée, chef du réseau Stockbroker, à organiser la destruction (le 5) de l’usine Peugeot de Sochaux, où se fabriquent des pièces de tourelles de chars et de moteurs d’avions. Diana Rowden et John Young apprennent par la radio du 64 Baker Street à Londres (siège du SOE) l’arrivée prochaine d’un nouvel agent affecté à Acrobat, dont le nom de guerre est « Benoît ».

### Aux mains de l'ennemi
Le 18 novembre, le nouvel agent se présente, mais en réalité c’est un faux « Benoît » : entre-temps, le vrai « Benoît » (nommé André Maugenet) a été arrêté par les Allemands et leur a révélé le but de sa mission, ce qui leur a permis de faire la substitution. Ainsi repérés, Diana Rowden, John Young et la famille Janier-Dubry sont arrêtés le soir même et emmenés à Lons-le-Saunier. Le 19, Diana Rowden et John Young sont transférés au 84 Avenue Foch, Paris, le quartier général du Sicherheitsdienst (SD), où ils sont tenus prisonniers dans des cellules individuelles et interrogés pendant deux semaines. Tandis que John Young est déporté en Allemagne, où il finira exécuté, elle est envoyée à la prison de Fresnes, où elle reste enfermée cinq mois.
Le matin du 12 mai 1944, Diana Rowden, en même temps que sept autres agents féminins du SOE, Andrée Borrel, Yolande Beekman, Vera Leigh, Éliane Plewman, Odette Sansom, Madeleine Damerment et Sonia Olschanezky, est extraite de la prison de Fresnes. Elles ne se connaissent pas les unes les autres, n'ayant jamais eu à se côtoyer, ni à l'entraînement, ni sur le terrain, ni en prison. Elles sont envoyées au quartier général du SD, avenue Foch, où elles sont enfermées quelques heures, puis emmenées en camion, attachées deux par deux, à la gare de l'Est, mises dans le train et déportées en Allemagne. Le 13, le trajet s'arrête à Karlsruhe. Des huit femmes, seule Odette Sansom reviendra et pourra faire le récit de ce voyage. Pour lire ce récit, se reporter à l'article Odette Sansom, boîte déroulante intitulée Transfert en Allemagne de sept prisonnières de la section F.
Le 6 juillet, Diana Rowden, Vera Leigh, Andrée Borrel et Sonia Olschanezky sont transférées au camp de concentration de Struthof. Elles sont exécutées par injection de phénol et leurs corps sont mis dans le four crématoire. Il fallait qu'ainsi elles disparaissent sans laisser de traces, mais leur arrivée eut des témoins : Brian Stonehouse, agent SOE capturé, et  Pat O'Leary (Albert Guérisse), chef du réseau d'évasion Pat qui avait connu Andrée Borrel.

## Reconnaissance

### Distinctions
- Royaume-Uni : Mention in Despatches ; membre de l’Ordre de l'Empire britannique (MBE), à titre posthume
- France : chevalier de la Légion d'honneur ; Croix de guerre 1939-1945, à titre posthume.

### Monuments
Son nom est honoré aux monuments suivants :
- Scottish National War Memorial au château d’Édimbourg.
- Runnymede Memorial, Surrey, Angleterre, panneau 243.
- Mémorial de Valençay, Indre, France, car Diana Rowden est l'un des 104 agents de la section F du SOE morts pour la France.
- Mémorial de la déportation du camp de concentration de Natzweiler-Struthof où elle a été exécutée, et qui est maintenant en territoire français :
  - Une plaque, placée à l'intérieur du crématorium, inaugurée en 1975 par le Premier ministre Jacques Chirac, y est dédiée à Diana Rowden et aux trois autres femmes agents du SOE exécutées en même temps qu'elle, Vera Leigh, Andrée Borrel et Sonia Olschanezky.
  - Le Centre européen du résistant déporté y a été inauguré le 3 novembre 2006 par le Président Jacques Chirac, accompagné par le ministre de la Défense, Michèle Alliot-Marie, et par le ministre délégué aux Anciens Combattants, Hamlaoui Mekachera. Après avoir déposé une couronne « à la Mémoire des Martyrs et Héros de la Déportation », ils sont descendus jusqu'au crématorium.

### Œuvres d'art
- Brian Stonehouse, agent SOE et peintre, qui a vu Diana Rowden et les trois autres femmes avant leur exécution, les a peintes sur une aquarelle qui est à présent accrochée au club des Forces spéciales à Londres.